# Премьяк, Пётр Григорьевич
Пётр Григорьевич Премьяк (род. 26 июля 1945) — российский военный и политический деятель, контр-адмирал.

## Биография
Окончил Дальневосточный государственный университет по специальности «Юриспруденция».
Проходил службу в ВМФ, затем — на различных должностях в разведывательной службе Тихоокеанского флота. В 1980-х годах — начальник особого отдела КГБ по 17-й ОПЭСК. В конце 1980-х—начале 1990-х — начальник контрразведки Камчатской флотилии.
Избирался председателем Камчатского областного совета народных депутатов, заместителем главы администрации Камчатской области. Работал 1-м заместителем начальника Управления кадровой политики Президента РФ, начальником отдела правового обеспечения секретариата Организации договора о коллективной безопасности.
В 1993 г. баллотировался в Совет Федерации по 41-му (Камчатскому) округу. Член СФ с 1993 по 1996 годы (см. Список депутатов Совета Федерации России (1993—1996)), заместитель председателя Комитета СФ по вопросам безопасности и обороны.
В 1994—1997 гг. входил в Комиссию по высшим воинским должностям, высшим воинским и высшим специальным званиям Совета по кадровой политике при Президенте Российской Федерации.
В настоящее время — в отставке, проживает в Москве. В апреле 2019 года зарубежные СМИ упоминали его имя в связи со скандалом с депутатом Бундестага Фроммайером.

## Семья
Женат, имеет двух сыновей — Евгения (сотрудник Лондонского отделения ПАО Совкомфлот) и Филиппа (бывший гитарист и клавишник инди-группы Everything Is Made in China, в настоящее время — алтарник).